# Martolos
I martolos o martolosi erano una forza di sicurezza interna dell'Impero ottomano, presente nei Balcani (Rumelia) e principalmente attiva tra il XV e il XVII secolo. Inizialmente costituiti dalle popolazioni locali prevalentemente cristiane (Rum Millet), nel tempo, tuttavia, i membri si convertirono all'Islam. Per il loro servizio militare, ricevevano uno status privilegiato (in qualità di askeri), in relazione alla rayah. I loro comandanti erano prevalentemente musulmani.

## Compiti e privilegi
A metà del XV secolo, dopo le conquiste ottomane, i martolos furono usati come polizia armata. Lavoravano solitamente a livello locale come pattuglie di frontiera in tempo di pace, come guardie di fortezza e di sicurezza delle miniere, come guardie stradali strategiche (derbend), e occasionalmente venivano usati come soldati durante la guerra o esattori delle tasse. Erano in qualche modo simili a un'altra organizzazione ottomana, i voynuk, reclutati nei territori slavi del sud, inizialmente incaricati della difesa e della sicurezza, poi utilizzati come unità ausiliare di trasporto.
A causa delle loro posizioni, erano autorizzati e in grado di tenere i timar. Ricevevano un salario giornaliero e lo status di askeri, nonostante fossero ancora cristiani. I loro comandanti erano prevalentemente musulmani (martolos bashi). Il loro incarico era ereditario ed erano esentati dalla jizya e da varie tasse locali.

## Storia
Il sistema dei martolos fu adottato dall'Impero bizantino. Reclutati prevalentemente dai Balcani, furono scelti tra i cristiani ortodossi proprietari terrieri, che conservando la loro religione, entrarono nella casta degli askeri.
I martolos furono utilizzati come polizia armata a metà del XV secolo, e nei due secoli successivi ebbero diversi compiti di sicurezza (vedi sezione precedente). Nella Bosnia nordoccidentale e in alcune parti della Croazia (sangiaccati di Clissa e Lika) gli ottomani vi stabilirono i valacchi che vennero incorporati in gruppi cristiani ereditari di martolos e voynuk. Nell'Ungheria ottomana e nell'area di Buda i serbi prestavano servizio in gran numero come martolos, i cui membri erano di origine cristiana, in gran parte reclutati dalla popolazione valacca. Inizialmente costituiti dalle popolazioni locali per lo più cristiane (Rum Millet), nel tempo i membri si convertirono all'Islam. Nel XVII secolo, in seguito all'aumento dell'antagonismo cristiano locale nei Balcani, i martolos, che furono messi contro gli aiduchi (ribelli) creando dei conflitti, si unirono ai ribelli. A causa di ciò, la Porta abolì nel 1692 il diritto ai cristiani balcanici di prestare servizio come martolos. Nel 1722, il beylerbey romeno Osman Pasha fuse l'organizzazione nel pandor musulmano (polizia di sicurezza locale). Alcuni martolos persistettero nella Macedonia settentrionale fino al XIX secolo, per poi essere sostituiti dalle riforme del Tanzimat.

## Terminologia
Il termine turco martolos deriva dal greco armatolos, che significa "uomo armato, miliziano". Essendo la parola originaria che definiva i cristiani nell'esercito ottomano, martolos divenne un termine generale per vari gruppi e individui militari cristiani, essendo usato dagli ottomani per le spie, gli esploratori, i messaggeri, i barcaioli del Danubio e le guardie della fortezza cristiani, così come i ribelli cristiani che combattevano gli akinci. Durante il regno di Solimano (1520–66), il termine veniva utilizzato anche per le forze di polizia cristiane locali, specialmente nelle regioni imperversate dal brigantaggio del Montenegro e della Morea.